# ヘルマン・ロエスレル
カール・フリードリヒ・ヘルマン・ロエスレル（Karl Friedrich Hermann Roesler、1834年12月18日 - 1894年12月2日）は、ドイツの法学者・経済学者。明治の日本でお雇い外国人の一人として活動したドイツ人である。日本の独逸学協会会員。

## 名称
最もよく知られるロエスレルのほか、ロェスラー、レースラー、ロヰスレル、ロイスレル、リョースレル、レースレル、レスレル、ルスレル、レスラーなどと表記される。あまりの混乱振りに、「ロエスレルとは俺れのことかとレースラー言い」という戯句が知られている。原語に近いのはレースレルもしくはレースラ。
1887年（明治20年）の箕作麟祥（英学・仏法派）は「ロヱスレル」、1938年（昭和13年）の仁井田益太郎（独法派）は「レースレル」と発音している。

## 人物
明治時代、在ドイツ全権公使は日本に送り込むドイツ人の斡旋を手掛けていたが、ロエスレルは青木周蔵に推薦され、1878年10月に旧幕臣の寺島宗則外務卿下の外務省と年俸7200商銀で御雇外国人契約をして妻子を伴って来日した。契約の第1条は次のようなものだったという。
1881年の国策機関独逸学協会（Verein für deutsche Wissenschaften）の創立や独逸学協会学校（Vereinschule für Deutsche Wissenschaften）の運営に貢献し、明治政府はプロイセン流立憲主義に転換した（明治十四年の政変）。ロエスレルはその後もドイツ法学の普及のため、論者・文献の紹介に努め、また独逸学協会でもしばしば演説を行った。
1885年には独逸学協会により日本初のドイツ法学校として独逸学協会学校に専修科が設置され、ゲオルク・ミヒャエリスもドイツ法学の普及に加わる。
1886年には大審院長玉乃世履の在職中の自殺事件が起きたが、ロエスレルは法律顧問（juristischer Berater）から後には内閣顧問となり、伊藤博文の信任を得て、アルベルト・モッセらと共に大日本帝国憲法作成や商法草案作成の中心メンバーとして活動する。憲法の草案を作成したのは井上毅であったが、多くロエスレルの討議、指導によるものだったとされる。彼の提出した「日本帝国憲法草案」（外部リンクの当該草案参照）のほとんどが同じく独逸学協会会員である司法大臣山田顕義の下で受け入れられ、大日本帝国憲法となった。伊藤博文はのちに次のように回顧した。
彼の思想は保守的で国家の権限強化する方向にある一方で、法治国家と立憲主義の原則を重んじるものであった（これは、彼から深い薫陶を受けた井上毅の思想にも影響する）。彼が訪日を承諾した背景には、時のドイツ帝国宰相であるビスマルクの政治手法が余りにも非立憲的である事を批判したことでドイツ政府から睨まれたからだとも言われている（その後、オーストリアで余生を過ごしたのもこうした背景によるものであるという）。
経済学者としてはアダム・スミス批判で知られている。

## 経歴
- 1834年 バイエルン王国フランケン地方ラウフ・アン・デア・ペーグニッツ（ドイツ語版）で誕生。
- 1878年 当時の駐独公使青木周蔵の周旋により、外務省の公報顧問として招聘される。
- 1881年～1887年 明治政府において大日本帝国憲法の作成および、商法草案の作成に携る。
- 1885年5月12日、独逸学協会で演説。中根重一が内容を邦訳し「独逸学協会雑誌」に掲載。
- 1893年 帰国（ドイツではなく妻子のいるオーストリアへ）。
- 1894年 ボーツェンにて死去。

## 主な著述
- 『貴族特権』、中根重一編。
- 『独逸学の利害及国家に対するの損失』。独逸学協会、1883年。
- 『ロエスレル氏起稿商法草案』（上、下）。司法省、1884年。
- 『行政裁判法草案』（上、下）。制度取調局、1885年。
- 『社会行政法論』。警視庁、1885年。
- 『仏国革命論』、独逸学協会、1885年。
- 『独逸学方針』、1884年、1889年。
- 『ロエスレル氏起案日本帝国憲法草案』。『伊東巳代治関係文書』、1887年。